# Gölbaşı (district, Adıyaman)
Gölbaşı is een Turks district in de provincie Adıyaman en telt 47.284 inwoners (2007). Het district heeft een oppervlakte van 820,7 km².
De bevolkingsontwikkeling van het district is weergegeven in onderstaande tabel.
| 1997   | 2000   | 2007   | 2017   |
| ------ | ------ | ------ | ------ |
| 60.730 | 52.988 | 47.284 | 49.059 |

De bevolking is de laatste decennia vrij stabiel gebleven. Ongeveer dertigduizend mensen wonen in het plaatsje Gölbaşı terwijl de overige twintigduizend in de omliggende dorpen wonen. 